# صبح نیشابور
صُبْحِ نِیْشابور هفته‌نامه‌ای محلی استان خراسان است که مرکز چاپ آن در نیشابور جای دارد. پیوسته و ناپیوسته از سال ۱۳۶۸ می‌شود.

## پیشینه
این هفته‌نامه از سال ۱۳۶۷(۱۹۸۸م) چاپ می‌شود که آن هنگام نخستین نشریه محلّی استان خراسان لقب گرفت؛تاریخ گواهی نشر آن از ۱۳ اسفند ۱۳۶۹ است.  عنوانش را از روی شهرت نیشابور به صبحش گرفته. روابط بین‌المللی این نشریه در پوشش خبری فاجعهٔ قطار نیشابور (۲۰۰۴) با آسوشیتد پرس تلفنی برقرار بود. همچنین در پوشش خبری دربارهٔ تقسیم استان خراسان، تأثیرگذاری‌هایی داشته است.